# Kocioł Jamnickich Stawów

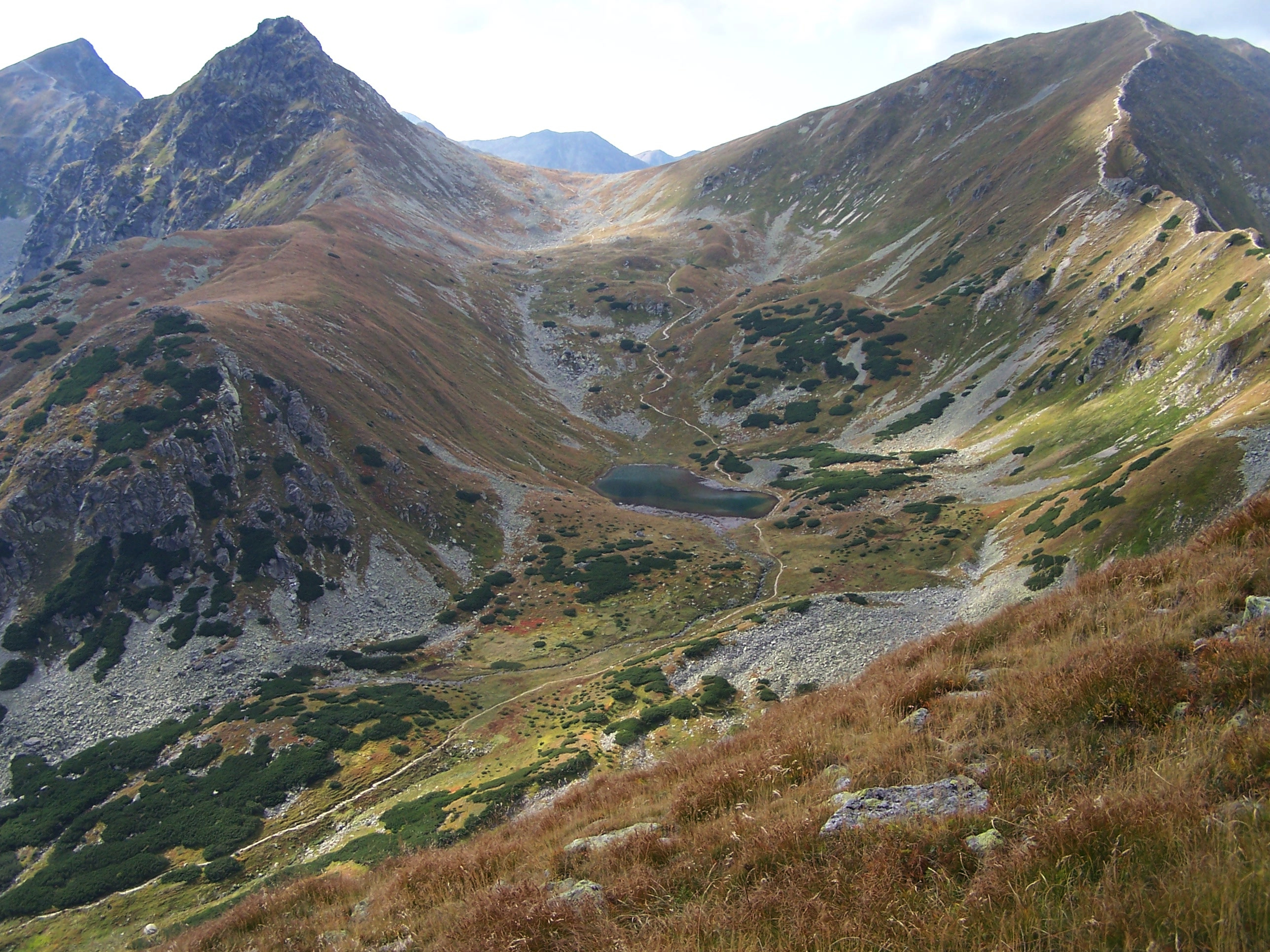
U góry Rohacze i Wołowiec

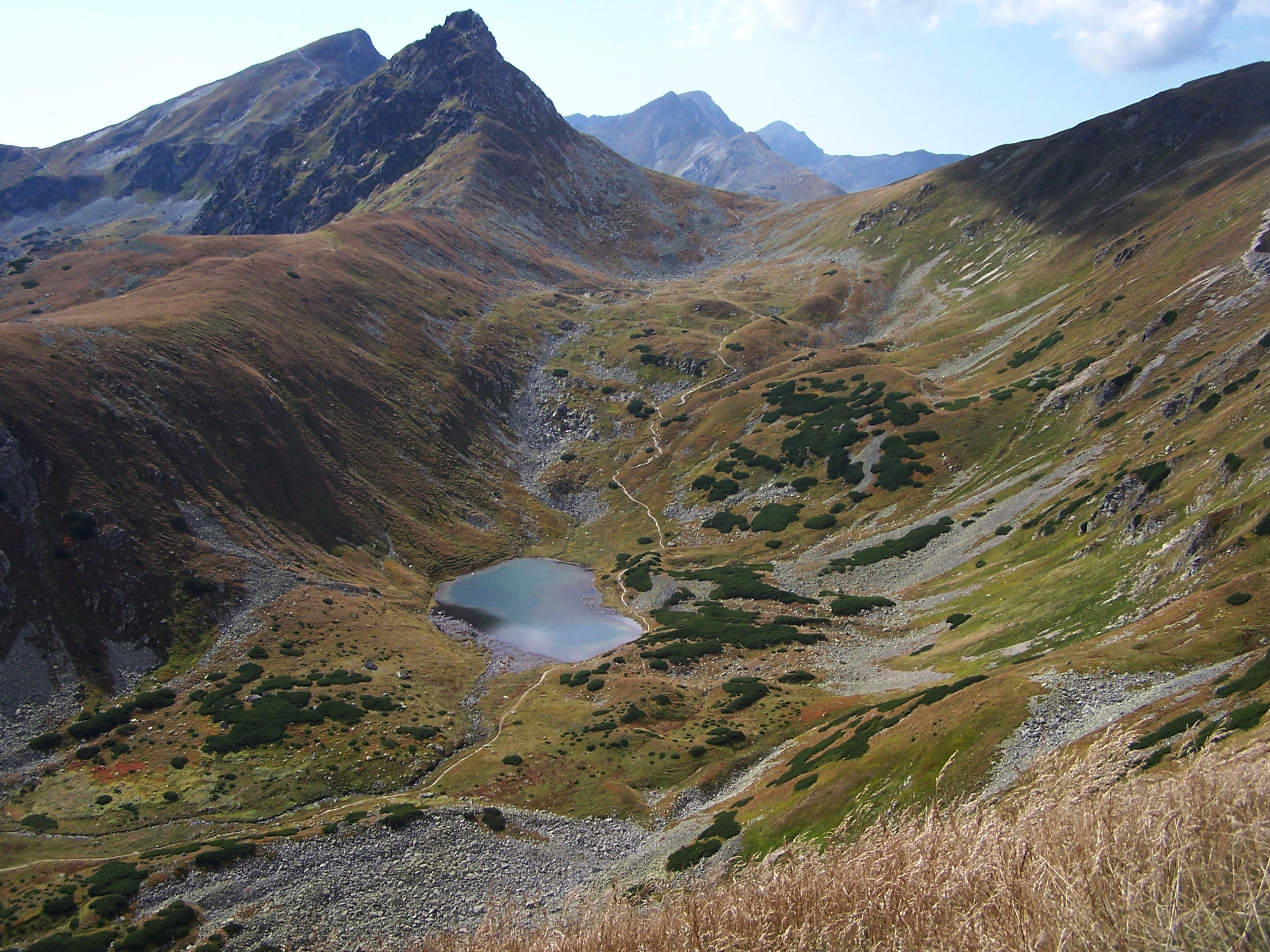
Rohacze oraz Niżni Jamnicki Staw

Kocioł Jamnickich Stawów, zwany też Doliną Zadnią Jamnicką – najwyższe piętro Doliny Jamnickiej w słowackich Tatrach Zachodnich. Jest to dwupoziomowy kocioł lodowcowy pomiędzy zboczami Rohacza Ostrego, Wołowca oraz Stawiańskiego Wierchu (niski boczny grzbiet odchodzący na wschód od Rohacza Ostrego). Kocioł ten powstał w strefie rdzawych, miękkich łupków. Znajdują się w nim dwa Jamnickie Stawy: Wyżni i Niżni. Wypływa z nich Jamnicki Potok. To o tej okolicy pisał w 1862 r. Kazimierz Łapczyński: „Dolinka Do Dziurawego, całkowicie zasypana łomami granitów, dwoma szmaragdowymi jeziorami wiecznie na skrajny Rohacz spogląda”.
Jest to kamienisto-trawiasty zakątek z pojedynczymi kępami kosodrzewiny, mieniącą się w słońcu wodą dwóch jeziorek i widokiem na skaliste szczyty Rohaczy. Dnem kotła (po południowej stronie stawków) prowadzi szlak turystyczny.

## Szlaki turystyczne
– od autokempingu „Raczkowa” przez rozdroże Niżnia Łąka, Dolinę Jamnicką i Jamnicką Przełęcz na Wołowiec.
- Czas przejścia z autokempingu do Rozdroża w Dolinie Jamnickiej: 2:30 h, ↓ 2 h
- Czas przejścia z rozdroża na Jamnicką Przełęcz: 1:45 h, ↓ 1:20 h
- Czas przejścia z przełęczy na Wołowiec: 20 min, ↓ 15 min